# 鳳凰高等学校
鳳凰高等学校（ほうおうこうとうがっこう）は、鹿児島県南さつま市加世田唐仁原にある私立の高等学校。学校法人希望が丘学園が運営している。

## 設置学科
- 普通科
  - 文理コース
  - 特進コースI類・II類
- メディカルシステム科
- 総合福祉科
- 看護学科
  - 基礎課程
  - 専門課程

## 沿革
- 1956年4月 - 南薩高等商業学校開校。
- 1965年4月 - 加世田女子高等学校開校。
- 1967年4月 - 加世田女子高等学校衛生看護科の設置認可。
- 1980年4月 - 加世田女子高等学校衛生看護専攻科の設置認可。
- 1996年4月 - 加世田女子高等学校を鳳凰高等学校と校名変更。
- 1997年4月 - 鳳凰高等学校男子生徒受入開始。
- 1997年4月 - 普通科文理コース・特進コース新設。
- 2002年4月 - 衛生看護科を5ヵ年看護師養成課程へ移行。
- 2003年4月 - メディカルシステム科・総合福祉科を設置。

## 関連校
- 附属加世田しらうめ幼稚園
- 附属鴨池しらうめ幼稚園
- 加世田自動車学校

## 著名な卒業生
- 柳村彩乃（元女子サッカー選手、サッカー審判員）
- 磯金みどり（元女子サッカー選手）
- 瀬戸口梢（女子サッカー選手）
- 高橋美夕紀（女子サッカー選手）